# Marcos Astina
Marcos Emanuel Astina (Buenos Aires, 21 gennaio 1996) è un calciatore argentino, centrocampista del San Telmo.

## Caratteristiche tecniche
Gioca come esterno sinistro.

## Carriera

### Club
Cresciuto nelle giovanili del Lanús, fa il debutto in prima squadra il 1º dicembre 2013 in occasione della sfida pareggiata 2-2 contro il Boca Juniors.
La prima rete arriva qualche mese dopo, più precisamente il 13 aprile 2014, aprendo le marcature al 13' nella partita vinta per 4-1 contro il San Lorenzo con un gran destro da fuori area.

### Nazionale
Nel 2013 viene convocato dalla nazionale argentina Under-17 per disputare il campionato sudamericano (7 presenze ed 1 gol) ed il Mondiale (6 presenze).

### Presenze e reti nei club
Statistiche parziali aggiornate al 31 dicembre 2024.
| Stagione        | Squadra           | Campionato      | Campionato | Campionato | Coppe nazionali | Coppe nazionali | Coppe nazionali | Coppe continentali | Coppe continentali | Coppe continentali | Altre coppe | Altre coppe | Altre coppe | Totale | Totale |
| Stagione        | Squadra           | Comp            | Pres       | Reti       | Comp            | Pres            | Reti            | Comp               | Pres               | Reti               | Comp        | Pres        | Reti        | Pres   | Reti   |
| --------------- | ----------------- | --------------- | ---------- | ---------- | --------------- | --------------- | --------------- | ------------------ | ------------------ | ------------------ | ----------- | ----------- | ----------- | ------ | ------ |
| 2013-14         | Lanús             | I+F             | 1+9        | 1+1        | CA              | 1               | 0               |                    |                    |                    |             |             |             |        |        |
| 2014            | Lanús             | T               | 3          | 0          | CA              | 1               | 0               |                    |                    |                    |             |             |             |        |        |
| 2015            | Lanús             | PD              | 4          | 0          |                 |                 |                 |                    |                    |                    |             |             |             |        |        |
| 2016-17         | Sarmiento (J)     | PD              | 9          | 1          |                 |                 |                 |                    |                    |                    |             |             |             |        |        |
| 2024            | Chacarita Juniors | PB              | 5          | 0          |                 | -               | -               |                    | -                  | -                  |             | -           | -           | 5      | 0      |
| Totale carriera | Totale carriera   | Totale carriera | 5          | 0          |                 | -               | -               |                    | -                  | -                  |             | -           | -           | 5      | 0      |

## Palmarès

### Club
- Coppa Sudamericana: 1

Lanús: 2013

### Nazionale
- Campionato sudamericano Under-17: 1

Argentina 2013